# Pfaffenstein (Hochschwabgruppe)
Der Pfaffenstein ist ein 1871 m ü. A. hoher Gipfel in der österreichischen Obersteiermark. In Eisenerz gilt er als Hausberg.
Typisch für einen Hochschwabberg sind die hochliegenden Bergwiesen sowie die rundum abfallenden Wände. Der Pfaffenstein hat drei Gipfel: Der eigentliche Hauptgipfel im Norden und der deutlich niedrigere Ostgipfel sind nur durch unmarkierte Wege erreichbar. Meist wird der Westgipfel (nur unwesentlich niedriger als der Hauptgipfel) besucht. In dessen unmittelbarer Nähe steht auch das von Eisenerz aus sichtbare Gipfelkreuz (1865 m).

## Anstiege
- Der Markussteig führt von Eisenerz unter die Nordwände des Westgipfels und dann auf diesen. Auf diesem Anstieg, so wie auf allen anderen, sind Trittsicherheit und Schwindelfreiheit nötig, und es wird das Tragen eines Steinschlaghelmes empfohlen. Auf Grund einiger Passagen mit Leitern und Stahlseilsicherung wird die Schwierigkeit als A bis A/B angegeben.
- Der oberste Teil des Markussteigs ist auch vom Leopoldsteiner See über das Urlaubkreuz und den Schneerosensteig zu erreichen (2012 wegen Lawinenschäden gesperrt).
- Der Südwandsteig (Schrabachersteig) führt von Eisenerz auf den Sattel zwischen Ost- und Westgipfel; die Schwierigkeit wird mit A/B angegeben.
- Der Eisenerzer Klettersteig (Schwierigkeitsgrad C–D) führt über den Westgrat auf den Westgipfel; er zweigt auf ca. 1530 m Höhe vom Markussteig ab. Klettersteigausrüstung zur Selbstsicherung ist erforderlich. Dieser Klettersteig verläuft teils gemeinsam mit der Kletterroute (Schwierigkeit III) über den Westgrat.
- Der Ostgipfel kann auch weglos vom Gehartsbachsattel erstiegen werden; hierbei werden die östlichen Felswände an der Nordseite umgangen. Obwohl dieser Anstieg die Schwierigkeit I nicht übersteigt, werden hohe Anforderungen an Trittsicherheit und Orientierungsvermögen gestellt.

## Bildergalerie

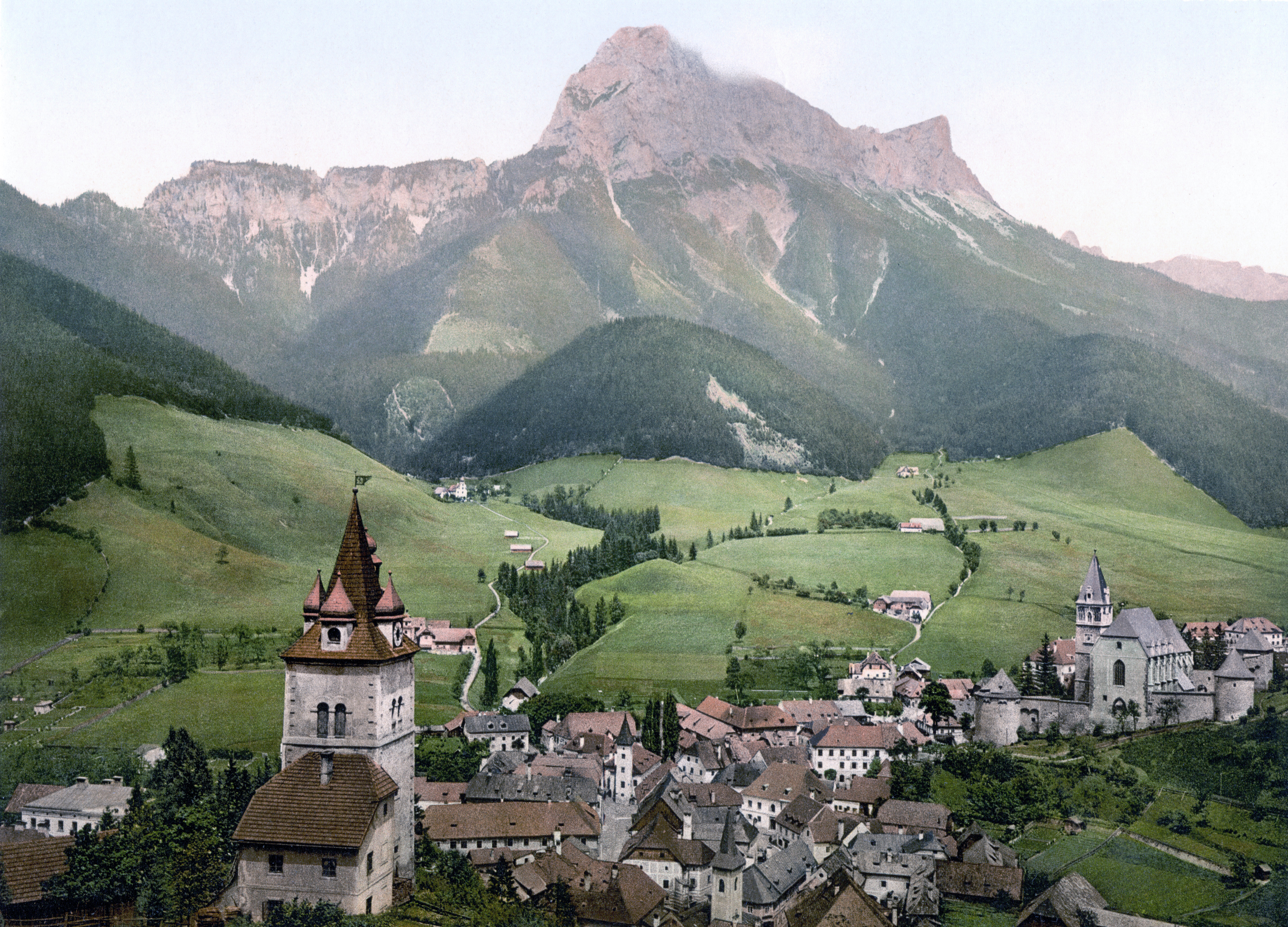
Historische Ansicht von Eisenerz mit Pfaffenstein von 1900
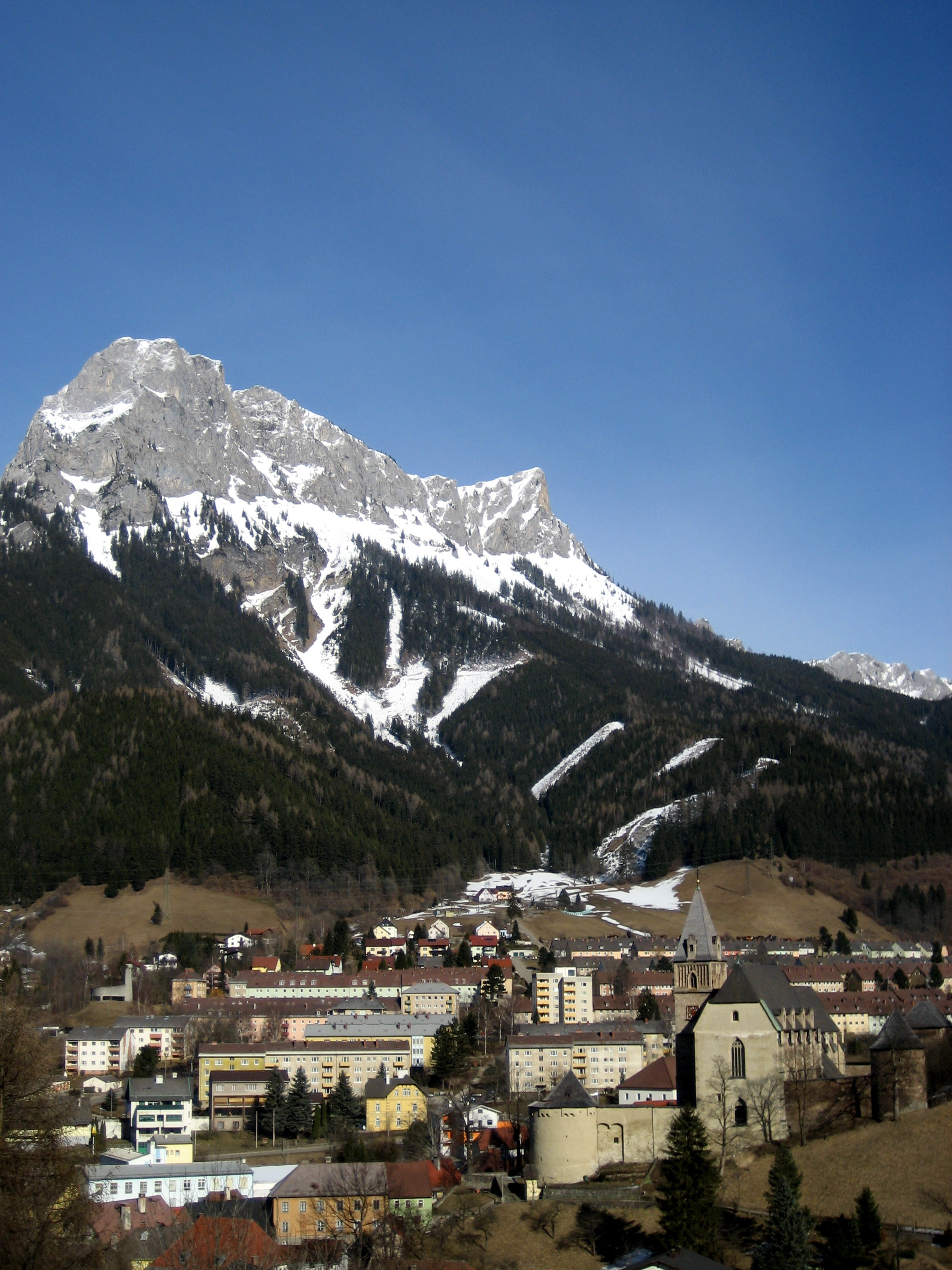
Eisenerz mit Pfaffenstein Februar 2008
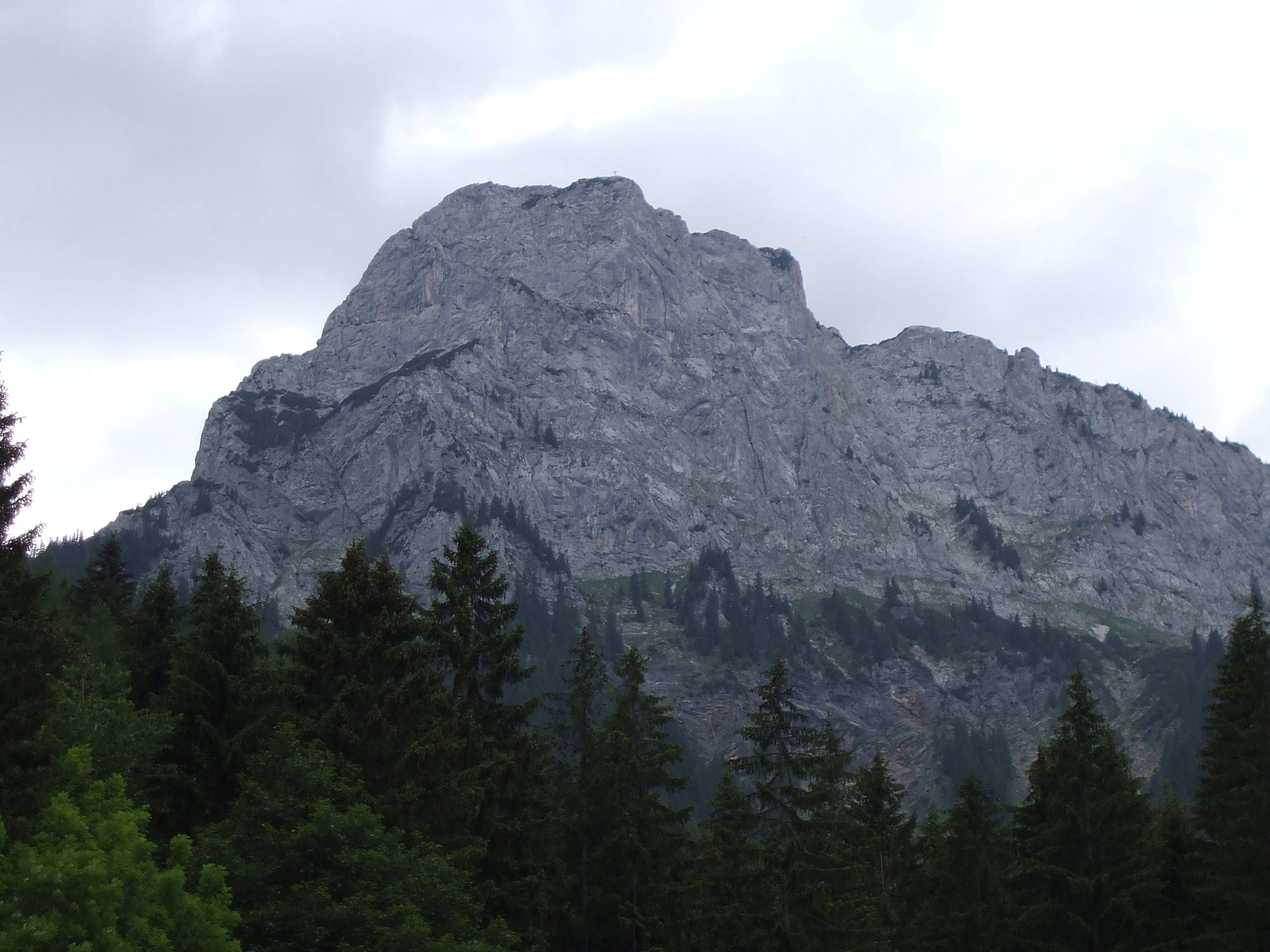
Pfaffenstein bei Eisenerz im Juni 2007